# Prêmio Guarani de Cinema Brasileiro 2001
O Prêmio Guarani de Cinema Brasileiro de 2001 é a sexta edição do Prêmio Guarani, organizada pela Academia Guarani de Cinema. Nesta edição, a premiação passou por uma grande reformulação sendo adicionadas novas categorias. Os indicados passaram por uma criteriosa avaliação de críticos de cinema de todas as regiões do Brasil, que elegeram cinco finalistas que se destacaram no cinema durante o ano de 2000 nas 17 categorias da premiação.

## Vencedores e indicados
Os vencedores estão em negrito, de acordo com o site Papo de Cinema:
| Melhor Filme | Melhor Direção |
| --- | --- |
| - Cronicamente Inviável – Sérgio Bianchi, Alvarina Souza e Gustavo Steinberg - O Auto da Compadecida – Guel Arraes - Bossa Nova – Lucy e Luiz Carlos Barreto - Castelo Rá-Tim-Bum, o Filme – Alain Fresnot, Van Fresnot e Cao Hamburger - Eu, Tu, Eles – Andrucha Waddington, Flávio R. Tambellini, Leonardo Monteiro de Barros e Pedro Buarque de Hollanda | - Andrucha Waddington – Eu, Tu, Eles - Bruno Barreto – Bossa Nova - Cao Hamburger – Castelo Rá-Tim-Bum, o Filme - Guel Arraes – O Auto da Compadecida - Sérgio Bianchi – Cronicamente Inviável                                                                                         |
| Melhor Atriz | Melhor Ator |
| - Regina Casé – Eu, Tu, Eles como Darlene Lima Linhares - Amy Irving – Bossa Nova como Mary Ann Simpson - Fernanda Torres – Gêmeas como Iara / Marilena - Laura Cardoso – Através da Janela como Selma - Maitê Proença – Tolerância como Márcia | - Stênio Garcia – Eu, Tu, Eles como Zezinho - Antônio Fagundes – Bossa Nova como Pedro Paulo - Lima Duarte – Eu, Tu, Eles como Osias - Matheus Nachtergaele – O Auto da Compadecida como João Grilo - Selton Mello – O Auto da Compadecida como Chicó                                  |
| Melhor Atriz Coadjuvante | Melhor Ator Coadjuvante |
| - Marieta Severo – Castelo Rá-Tim-Bum, o Filme como Losângela Stradivarius / Madame Wandete - Ana Beatriz Nogueira – Villa-Lobos: Uma Vida de Paixão como Lucília Guimarães - Débora Bloch – Bossa Nova como Tânia - Denise Fraga – O Auto da Compadecida como Dora - Drica Moraes – Bossa Nova como Nadine                                                 | - Marco Nanini – O Auto da Compadecida como "Capitão" Severino de Aracaju - Alexandre Borges – Bossa Nova como Acácio - Antônio Fagundes – No Coração dos Deuses como Gaspar Correia / Fernão Dias - Paulo Autran – Oriundi como Dr. Enzo - Paulo Vespúcio – O Dia da Caça como Vander |
| Melhor Roteiro Original | Melhor Roteiro Adaptado |
| - Cronicamente Inviável – Sérgio Bianchi e Gustavo Steinberg - Através da Janela – Fernando Bonassi, Jean-Claude Bernardet e Tata Amaral - Eu, Tu, Eles – Elena Soarez - No Coração dos Deuses – Geraldo Moraes - Tolerância – Giba Assis Brasil, Jorge Furtado, Carlos Gerbase e Álvaro Teixeira                                                           | - O Auto da Compadecida – Guel Arraes, Adriana Falcão e João Falcão - Bossa Nova – Alexandre Machado e Fernanda Young - Castelo Rá-Tim-Bum, o Filme – Anna Muylaert e Cao Hamburger - Estorvo – Ruy Guerra - Gêmeas – Elena Soarez e Andrucha Waddington                               |
| Melhor Fotografia | Melhor Direção de Arte |
| - Eu, Tu, Eles – Breno Silveira - Bossa Nova – Pascal Rabaud - Castelo Rá-Tim-Bum, o Filme – Marcelo Durst - O Dia da Caça– Toca Seabra - Estorvo – Marcelo Durst | - Castelo Rá-Tim-Bum, o Filme – Vera Hamburger e Clóvis Bueno - O Auto da Compadecida – Lia Renha - Bossa Nova – Cássio Amarante e Carla Caffé - No Coração dos Deuses – Marcelo Larrea e Maruja Girelli Lusardi, - Villa-Lobos: Uma Vida de Paixão – Marcos Flaksman                  |
| Melhor Figurino | Melhor Maquiagem |
| - Castelo Rá-Tim-Bum, o Filme – Verônica Julian - Amélia – Kalma Murtinho - O Auto da Compadecida – Cao Albuquerque - Bossa Nova – Emilia Duncan - Villa-Lobos: Uma Vida de Paixão – Marília Carneiro, | - O Auto da Compadecida – Marlene Moura - Amélia – Renné Bittencourt - Castelo Rá-Tim-Bum, o Filme – AF Filmes - No Coração dos Deuses – Uirandê Holanda - Villa-Lobos: Uma Vida de Paixão – Marcos Flaksman                                                                           |
| Melhor Edição | Melhor Efeito Visual |
| - Cronicamente Inviável – Paulo Sacramento - Bossa Nova – Ray Hubley - Castelo Rá-Tim-Bum, o Filme – Michael Ruman - Estorvo – Tony de Castro e Mair Tavares - Eu, Tu, Eles – Vicente Kubrusly | - Castelo Rá-Tim-Bum, o Filme – Seb Caudron - O Auto da Compadecida – James Rothman - Gêmeas – Ariel Wollinger - No Coração dos Deuses – Maurício Couto Bevilaqua - Villa-Lobos: Uma Vida de Paixão – Maurício Couto Bevilaqua e Sérgio Schmid                                         |
| Melhor Som | Melhor Trilha Sonora |
| - Castelo Rá-Tim-Bum, o Filme – Romeu Quinto - Através da Janela – João Godoy, Eduardo Santos Mendes e Ana Chiarini - Bossa Nova – Felix Andrew - O Dia da Caça – Carlos Alberto Lopes e José Luiz Sasso - No Coração dos Deuses – Márcio Câmara e José Luiz Sasso                                                                                          | - Eu, Tu, Eles – Gilberto Gil - Bossa Nova – Eumir Deodato e Nicholas Meyer - Castelo Rá-Tim-Bum, o Filme – André Abujamra e Lulu Camargo - No Coração dos Deuses – Andreas Kisser e André Moraes - Tolerância – Carlos Gerbase, Marcelo Fornazier e Flavio Santos                     |
| Melhor Filme Estrangeiro | |
| - Beleza Americana (Estados Unidos) - A Lenda do Pianista do Mar (Itália) - Leste/Oeste: O Amor no Exílio (França) - Nenhum a Menos (China) - Pantaleão e as Visitadoras (Peru) | |